# Campeonato Brasileiro Série D 2017
In 2017 wordt het negende Campeonato Brasileiro Série D gespeeld. Het is het vierde hoogste niveau in het Braziliaanse voetbal, net onder de Série C. Er namen 68 clubs deel, waarvan er vier zich plaatsen voor de Série C van 2018. De competitie werd gespeeld van 21 mei tot 10 september. Operário werd kampioen.

## Format
Er werd bepaald dat het aantal clubs zou stijgen van 40 naar 68 clubs, maar enkele regionale voetbalbonden protesteerden hiertegen omdat ze geen extra deelnemer kregen en stelden zelf 58 clubs voor. Na een aantal vergaderingen met de CBF werd dan bepaald dat er 68 clubs mochten deelnemen, als volgt bepaald: 
- De vier clubs die het voorgaande jaar degradeerden uit de Série C.
- De staat met de eerste plaats op de CBF-ranking mocht vier clubs afvaardigen.
- De plaatsen twee tot en met negen op de ranking mochten drie clubs afvaardigen
- De overige achttien federaties mochten twee clubs afvaardigen.

Welke clubs deelnemen aan de Série D wordt bepaald door de staten. Doorgaans wordt de staatscompetitie hiervoor gebruikt, maar er kunnen ook andere criteria voor zijn zoals een staatsbeker. 
In de eerste fase worden de 68 clubs verdeeld over zeventien groepen van vier. Er is een regionale onderverdeling zodat teams in de eerste fase niet te grote afstanden moeten afleggen. 32 clubs kwalificeerden zich voor de tweede fase en worden daar ingedeeld in twee blokken; de beste zestien groepswinnaars worden ingedeeld in blok 1 en nemen het op tegen de zeventiende groepswinnaar en de vijftien beste tweedes die in blok twee ingedeeld worden. De twee slechts presterende tweedes kwalificeerden zich niet voor de tweede fase. Vanaf nu wordt er via knockout-systeem gespeeld. De winnaars van de kwartfinale kwalificeerden zich voor de Série C. Aangezien er geen Série E is is er geen degradatie, maar clubs moeten zich het volgende jaar opnieuw kwalificeren voor de Série D via hun staatskampioenschappen.

## Groepsfase

### Groep A1
| Plaats | Club                 | Wed. | W | G | V | Saldo | Ptn. |
| ------ | -------------------- | ---- | - | - | - | ----- | ---- |
| 1.     | Atlético Acreano     | 6    | 4 | 1 | 1 | 16:6  | 13   |
| 2.     | Princesa do Solimões | 6    | 4 | 0 | 2 | 9:4   | 12   |
| 3.     | Trem                 | 6    | 3 | 0 | 3 | 7:11  | 9    |
| 4.     | Real Ariquemes       | 6    | 0 | 1 | 5 | 3:14  | 1    |

|  | Geplaatst voor tweede fase blok 1 |
|  | Geplaatst voor tweede fase blok 2 |

### Groep A2
| Plaats | Club                | Wed. | W | G | V | Saldo | Ptn. |
| ------ | ------------------- | ---- | - | - | - | ----- | ---- |
| 1.     | Gurupi              | 6    | 3 | 2 | 1 | 9:6   | 11   |
| 2.     | São Raimundo-PA (1) | 6    | 3 | 1 | 2 | 11:7  | 7    |
| 3.     | Fast Clube          | 6    | 1 | 4 | 1 | 6:7   | 7    |
| 4.     | Baré                | 6    | 0 | 3 | 3 | 3:9   | 3    |

(1): São Raimundo verloor 3 punten voor het opstellen van een niet-speelgerechtigde speler en liep zo de kwalificatie op de tweede ronde mis. 
|  | Geplaatst voor tweede fase blok 1 |

### Groep A3
| Plaats | Club            | Wed. | W | G | V | Saldo | Ptn. |
| ------ | --------------- | ---- | - | - | - | ----- | ---- |
| 1.     | Rio Branco      | 6    | 4 | 1 | 1 | 10:6  | 13   |
| 2.     | São Francisco   | 6    | 2 | 3 | 1 | 7:6   | 9    |
| 3.     | São Raimundo-RR | 6    | 1 | 2 | 3 | 7:9   | 5    |
| 4.     | Genus           | 6    | 1 | 2 | 3 | 7:10  | 5    |

|  | Geplaatst voor tweede fase blok 1 |
|  | Geplaatst voor tweede fase blok 2 |

### Groep A4
| Plaats | Club                  | Wed. | W | G | V | Saldo | Ptn. |
| ------ | --------------------- | ---- | - | - | - | ----- | ---- |
| 1.     | Santos                | 6    | 4 | 1 | 1 | 11:6  | 13   |
| 2.     | Altos                 | 6    | 3 | 1 | 2 | 14:6  | 10   |
| 3.     | Cordino               | 6    | 2 | 1 | 3 | 5:9   | 7    |
| 4.     | Tocantins de Miracema | 6    | 1 | 1 | 4 | 5:14  | 4    |

|  | Geplaatst voor tweede fase blok 1 |
|  | Geplaatst voor tweede fase blok 2 |

### Groep A5
| Plaats | Club                | Wed. | W | G | V | Saldo | Ptn. |
| ------ | ------------------- | ---- | - | - | - | ----- | ---- |
| 1.     | Guarany de Sobral   | 6    | 4 | 1 | 1 | 10:7  | 13   |
| 2.     | Maranhão            | 6    | 3 | 1 | 2 | 9:4   | 10   |
| 3.     | Ríver               | 6    | 3 | 0 | 3 | 8:9   | 9    |
| 4.     | Potiguar de Mossoró | 6    | 0 | 2 | 4 | 4:11  | 2    |

|  | Geplaatst voor tweede fase blok 1 |
|  | Geplaatst voor tweede fase blok 2 |

### Groep A6
| Plaats | Club                | Wed. | W | G | V | Saldo | Ptn. |
| ------ | ------------------- | ---- | - | - | - | ----- | ---- |
| 1.     | Globo               | 6    | 4 | 0 | 2 | 7:3   | 12   |
| 2.     | Parnahyba           | 6    | 3 | 0 | 3 | 6:4   | 9    |
| 3.     | América             | 6    | 2 | 1 | 3 | 3:5   | 7    |
| 4.     | Guarani de Juazeiro | 6    | 2 | 1 | 3 | 3:7   | 7    |

|  | Geplaatst voor tweede fase blok 1 |
|  | Geplaatst voor tweede fase blok 2 |

### Groep A7
| Plaats | Club        | Wed. | W | G | V | Saldo | Ptn. |
| ------ | ----------- | ---- | - | - | - | ----- | ---- |
| 1.     | Juazeirense | 6    | 2 | 3 | 1 | 9:6   | 9    |
| 2.     | Sousa       | 6    | 2 | 3 | 1 | 6:4   | 9    |
| 3.     | Coruripe    | 6    | 2 | 1 | 3 | 9:10  | 7    |
| 4.     | Central     | 6    | 2 | 1 | 3 | 7:11  | 7    |

|  | Geplaatst voor tweede fase blok 1 |
|  | Geplaatst voor tweede fase blok 2 |

### Groep A8
| Plaats | Club                  | Wed. | W | G | V | Saldo | Ptn. |
| ------ | --------------------- | ---- | - | - | - | ----- | ---- |
| 1.     | Fluminense de Feira   | 6    | 2 | 3 | 1 | 9:5   | 9    |
| 2.     | Campinense            | 6    | 2 | 2 | 2 | 6:5   | 8    |
| 3.     | Itabaiana             | 6    | 2 | 2 | 2 | 8:10  | 8    |
| 4.     | Atlético Pernambucano | 6    | 2 | 1 | 3 | 9:12  | 7    |

|  | Geplaatst voor tweede fase blok 1 |
|  | Geplaatst voor tweede fase blok 2 |

### Groep A9
| Plaats | Club             | Wed. | W | G | V | Saldo | Ptn. |
| ------ | ---------------- | ---- | - | - | - | ----- | ---- |
| 1.     | América de Natal | 6    | 5 | 0 | 1 | 13:4  | 15   |
| 2.     | Jacobina         | 6    | 3 | 0 | 3 | 9:9   | 9    |
| 3.     | Sergipe          | 6    | 2 | 0 | 4 | 7:11  | 6    |
| 4.     | Murici           | 6    | 2 | 0 | 4 | 7:12  | 6    |

|  | Geplaatst voor tweede fase blok 1 |
|  | Geplaatst voor tweede fase blok 2 |

### Groep A10
| Plaats | Club      | Wed. | W | G | V | Saldo | Ptn. |
| ------ | --------- | ---- | - | - | - | ----- | ---- |
| 1.     | Ceilândia | 6    | 3 | 1 | 2 | 8:5   | 10   |
| 2.     | Comercial | 6    | 3 | 1 | 2 | 10:9  | 10   |
| 3.     | Anápolis  | 6    | 2 | 3 | 1 | 8:6   | 9    |
| 4.     | Sinop     | 6    | 0 | 3 | 3 | 5:11  | 3    |

|  | Geplaatst voor tweede fase blok 1 |
|  | Geplaatst voor tweede fase blok 2 |

### Groep A11
| Plaats | Club               | Wed. | W | G | V | Saldo | Ptn. |
| ------ | ------------------ | ---- | - | - | - | ----- | ---- |
| 1.     | União Rondonópolis | 6    | 3 | 2 | 1 | 8:6   | 11   |
| 2.     | Aparecidense       | 6    | 3 | 1 | 2 | 10:8  | 10   |
| 3.     | Luziânia           | 6    | 2 | 4 | 0 | 11:5  | 10   |
| 4.     | Sete de Dourados   | 6    | 0 | 1 | 5 | 3:13  | 1    |

|  | Geplaatst voor tweede fase blok 1 |
|  | Geplaatst voor tweede fase blok 2 |

### Groep A12
| Plaats | Club          | Wed. | W | G | V | Saldo | Ptn. |
| ------ | ------------- | ---- | - | - | - | ----- | ---- |
| 1.     | Portuguesa-RJ | 6    | 4 | 2 | 0 | 9:2   | 14   |
| 2.     | URT           | 6    | 3 | 1 | 2 | 4:5   | 10   |
| 3.     | Itumbiara     | 6    | 2 | 2 | 2 | 5:6   | 8    |
| 4.     | Osasco Audax  | 6    | 0 | 1 | 5 | 4:9   | 1    |

|  | Geplaatst voor tweede fase blok 1 |
|  | Geplaatst voor tweede fase blok 2 |

### Groep A13
| Plaats | Club                   | Wed. | W | G | V | Saldo | Ptn. |
| ------ | ---------------------- | ---- | - | - | - | ----- | ---- |
| 1.     | Villa Nova             | 6    | 2 | 3 | 1 | 6:6   | 9    |
| 2.     | Desportiva Ferroviária | 6    | 2 | 2 | 2 | 5:5   | 8    |
| 3.     | BanguJ                 | 6    | 2 | 2 | 2 | 7:8   | 8    |
| 4.     | Portuguesa-SP          | 6    | 2 | 1 | 3 | 5:4   | 7    |

|  | Geplaatst voor tweede fase blok 2 |

### Groep A14
| Plaats | Club            | Wed. | W | G | V | Saldo | Ptn. |
| ------ | --------------- | ---- | - | - | - | ----- | ---- |
| 1.     | Boavista        | 6    | 3 | 2 | 1 | 10:7  | 11   |
| 2.     | Espírito Santo  | 6    | 2 | 3 | 1 | 6:4   | 9    |
| 3.     | Red Bull Brasil | 6    | 2 | 1 | 3 | 5:5   | 7    |
| 4.     | Caldense        | 6    | 2 | 0 | 4 | 6:11  | 6    |

|  | Geplaatst voor tweede fase blok 1 |
|  | Geplaatst voor tweede fase blok 2 |

### Groep A15
| Plaats | Club             | Wed. | W | G | V | Saldo | Ptn. |
| ------ | ---------------- | ---- | - | - | - | ----- | ---- |
| 1.     | Operário         | 6    | 4 | 0 | 2 | 6:3   | 12   |
| 2.     | Brusque          | 6    | 3 | 1 | 2 | 8:5   | 10   |
| 3.     | XV de Piracicaba | 6    | 3 | 0 | 3 | 7:8   | 9    |
| 4.     | São Paulo        | 6    | 1 | 1 | 4 | 7:12  | 4    |

|  | Geplaatst voor tweede fase blok 1 |
|  | Geplaatst voor tweede fase blok 2 |

### Groep A16
| Plaats | Club           | Wed. | W | G | V | Saldo | Ptn. |
| ------ | -------------- | ---- | - | - | - | ----- | ---- |
| 1.     | São Bernardo   | 6    | 4 | 1 | 1 | 7:3   | 13   |
| 2.     | Inter de Lages | 6    | 2 | 2 | 2 | 4:4   | 8    |
| 3.     | Foz do Iguaçu  | 6    | 1 | 3 | 2 | 4:6   | 6    |
| 4.     | Novo Hamburgo  | 6    | 1 | 2 | 3 | 4:6   | 5    |

|  | Geplaatst voor tweede fase blok 1 |

### Groep A17
| Plaats | Club          | Wed. | W | G | V | Saldo | Ptn. |
| ------ | ------------- | ---- | - | - | - | ----- | ---- |
| 1.     | São José      | 6    | 4 | 0 | 2 | 13:4  | 12   |
| 2.     | Metropolitano | 6    | 3 | 1 | 2 | 3:5   | 10   |
| 3.     | Ituano        | 6    | 2 | 2 | 2 | 4:4   | 8    |
| 4.     | PSTC          | 6    | 1 | 1 | 4 | 3:10  | 4    |

|  | Geplaatst voor tweede fase blok 1 |
|  | Geplaatst voor tweede fase blok 2 |

## Tweede fase
Net zoals in de groepsfase blijven de clubs regionaal onderverdeeld om verre verplaatsingen te vermijden. In geval van gelijkspel telt de uitdoelpuntregel, indien de stand dan nog hetzelfde is worden er strafschoppen genomen, tussen haakjes weergegeven. 
| Team #1                | Tot.        | Team #2             | 1ste wed | 2de wed |
| ---------------------- | ----------- | ------------------- | -------- | ------- |
| São Francisco          | 3 - 6       | Atlético Acreano    | 3 - 3    | 0 - 3   |
| Princesa do Solimões   | 4 - 4       | Gurupi              | 3 - 3    | 1 - 1   |
| Maranhão               | 3 - 1       | Rio Branco          | 2 - 0    | 1 - 1   |
| Altos                  | 3 - 3       | Santos              | 2 - 2    | 1 - 1   |
| Sousa                  | 4 - 4 (3-4) | Guarany de Sobral   | 3 - 1    | 1 - 3   |
| Parnahyba              | 2 - 5       | Globo               | 2 - 3    | 0 - 2   |
| Jacobina               | 3 - 5       | Juazeirense         | 2 - 2    | 1 - 3   |
| Campinense             | 1 - 1       | Fluminense de Feira | 1 - 1    | 0 - 0   |
| Aparecidense           | 0 - 1       | América de Natal    | 0 - 0    | 0 - 1   |
| Comercial              | 0 - 1       | Ceilândia           | 0 - 1    | 1 - 1   |
| Villa Nova             | 4 - 1       | União Rondonópolis  | 2 - 0    | 2 - 1   |
| URT                    | 2 - 1       | Portuguesa-RJ       | 1 - 0    | 1 - 1   |
| Espírito Santo         | 4 - 1       | Boavista            | 1 - 0    | 3 - 1   |
| Desportiva Ferroviária | 1 - 4       | Operário            | 0 - 2    | 1 - 2   |
| Metropolitano          | 3 - 4       | São Bernardo        | 1 - 1    | 2 - 3   |
| Brusque                | 2 - 2       | São José            | 2 - 1    | 0 - 1   |

## Derde fase
Ook in de derde fase blijven de clubs regionaal onderverdeeld om verre verplaatsingen te vermijden. In geval van gelijkspel telt de uitdoelpuntregel, indien de stand dan nog hetzelfde is worden er strafschoppen genomen, tussen haakjes weergegeven. 
| Team #1             | Tot.        | Team #2          | 1ste wed | 2de wed |
| ------------------- | ----------- | ---------------- | -------- | ------- |
| Gurupi              | 1 - 3       | Atlético Acreano | 1 - 0    | 0 - 3   |
| Maranhão            | 4 - 4 (4-3) | Santos           | 2 - 2    | 2 - 2   |
| Guarany de Sobral   | 1 - 4       | Globo            | 0 - 1    | 1 - 3   |
| Fluminense de Feira | 3 - 3       | Juazeirense      | 3 - 3    | 0 - 0   |
| Ceilândia           | 1 - 3       | América de Natal | 0 - 1    | 1 - 2   |
| URT                 | 1 - 1       | Villa Nova       | 0 - 0    | 1 - 1   |
| Espírito Santo      | 1 - 1 (2-4) | Operário         | 1 - 0    | 0 - 1   |
| São José            | 0 - 0 (4-3) | São Bernardo     | 0 - 0    | 0 - 0   |

## Vierde fase
Vanaf de vierde fase zijn de confrontaties niet meer regionaal. De resultaten van de groepsfase en de tweede en derde fase worden opgeteld. De vier clubs met de meeste punten nemen het op tegen de clubs met de minste punten. De nummers één en twee kunnen zich pas in de finale treffen.  

Klassicifactietabel
| Plaats | Club             | Wed. | W | G | V | Saldo | Ptn. |
| ------ | ---------------- | ---- | - | - | - | ----- | ---- |
| 1.     | América de Natal | 10   | 8 | 1 | 1 | 17:5  | 25   |
| 2.     | Globo            | 10   | 8 | 0 | 2 | 16:6  | 24   |
| 3.     | Operário         | 10   | 7 | 0 | 3 | 11:5  | 21   |
| 4.     | Atlético Acreano | 10   | 6 | 2 | 2 | 25:10 | 20   |
| 5.     | São José         | 10   | 5 | 2 | 3 | 15:6  | 17   |
| 6.     | Maranhão         | 10   | 4 | 4 | 2 | 16:9  | 16   |
| 7.     | URT              | 10   | 4 | 4 | 2 | 7:7   | 16   |
| 8.     | Juazeirense      | 10   | 3 | 6 | 1 | 17:12 | 15   |

|  | kwartfinale      | kwartfinale | kwartfinale | kwartfinale |   |                  | halve finale | halve finale | halve finale | halve finale |  |       | finale | finale | finale | finale |  |  |
|  |                  |             |             |             |   |                  |              |              |              |              |  |       |        |        |        |        |  |  |
|  | Juazeirense      | 3           | 1           | 4           |   |                  |              |              |              |              |  |       |        |        |        |        |  |  |
|  | América de Natal | 0           | 1           | 1           |   |                  |              |              |              |              |  |       |        |        |        |        |  |  |
|  | América de Natal | 0           | 1           | 1           |   | Juazeirense      | 3            | 0            | 3            |              |  |       |        |        |        |        |  |  |
|  |                  |             |             |             |   | Juazeirense      | 3            | 0            | 3            |              |  |       |        |        |        |        |  |  |
|  |                  | Globo       | 1           | 2           | 3 |                  |              |              |              |              |  |       |        |        |        |        |  |  |
|  | URT              | Globo       | 1           | 2           | 3 | 1                | 0            | 1 (2)        |              |              |  |       |        |        |        |        |  |  |
|  | URT              |             |             |             |   | 1                | 0            | 1 (2)        |              |              |  |       |        |        |        |        |  |  |
|  | Globo            | 0           | 1           | 1 (3)       |   |                  |              |              |              |              |  |       |        |        |        |        |  |  |
|  | Globo            | 0           | 1           | 1 (3)       |   |                  |              |              |              |              |  | Globo | 0      | 1      | 1      |        |  |  |
|  |                  |             |             |             |   |                  |              |              |              |              |  | Globo | 0      | 1      | 1      |        |  |  |
|  |                  | Operário    | 5           | 0           | 5 |                  |              |              |              |              |  |       |        |        |        |        |  |  |
|  | São José         | Operário    | 5           | 0           | 5 | 0                | 1            | 1            |              |              |  |       |        |        |        |        |  |  |
|  | São José         |             |             |             |   | 0                | 1            | 1            |              |              |  |       |        |        |        |        |  |  |
|  | Atlético Acreano | 1           | 1           | 2           |   |                  |              |              |              |              |  |       |        |        |        |        |  |  |
|  | Atlético Acreano | 1           | 1           | 2           |   | Atlético Acreano | 0            | 0            | 0            |              |  |       |        |        |        |        |  |  |
|  |                  |             |             |             |   | Atlético Acreano | 0            | 0            | 0            |              |  |       |        |        |        |        |  |  |
|  |                  | Operário    | 0           | 2           | 2 |                  |              |              |              |              |  |       |        |        |        |        |  |  |
|  | Maranhão         | Operário    | 0           | 2           | 2 | 1                | 1            | 2            |              |              |  |       |        |        |        |        |  |  |
|  | Maranhão         |             |             |             |   | 1                | 1            | 2            |              |              |  |       |        |        |        |        |  |  |
|  | Operário         | 3           | 2           | 5           |   |                  |              |              |              |              |  |       |        |        |        |        |  |  |

### Kampioen
| Campeonato Brasileiro Série D 2017 |
| Paraná                             |
| ---------------------------------- |
| OPERÁRIO Kampioen (1° titel)       |